# Anette Hoffmann
Anette Hoffmann (Egvad, 5 de mayo de 1971) es una exjugadora de balonmano danesa, dos veces campeona olímpica y campeona mundial. 

## Trayectoria
Empezó a jugar al balonmano el KIF Kolding y, en 1990, se mudó al Viborg HK, en el periodo más prolífico en títulos de la carrera de la jugadora danesa y del propio club. Se mudó a España junto a su compatriota Janne Kolling para jugar en el Corteblanco Bidebieta (precursor del actual Bera Bera).  
Sus mayores éxitos vinieron con el equipo nacional entre 1993 y el año 2000, coincidiendo también en la generación de las "Damas de Oro", como se conocía por aquel entonces al combinado danés. En 1993 se hicieron con su primera medalla: la plata en el Campeonato del Mundo. Ganó una medalla de oro con el equipo nacional danés en los Juegos Olímpicos de Verano de 1996 en Atlanta. Cuatro años más tarde volvió a ganar la medalla de oro con el equipo nacional danés en los Juegos Olímpicos de Verano de 2000 en Sídney. Ha ganado todas las medallas posibles en el Campeonato del Mundo y otras 2 medallas de oro en el Campeonato de Europa.  
Con 183 partidos, es la sexta jugadora con más partidos internacionales en la selección nacional femenina danesa hasta la fecha.
En la edición 1992-93 de la Copa de Balonmano de Dinamarca, en el que el Viborg HK ganó el título, fue nombrada MVP.

### Clubes
- 1988–1989:  KIF Kolding
- 1990–1997:  Viborg HK
- 1997–1998:  Corteblanco Bidebieta
- 1998–2002:  KIF Kolding[6]

## Títulos y trofeos

### De selecciones
- 2 x Medalla de oro en los Juegos Olímpicos (1996, 2000)
- 1 x Medalla de oro en el Campeonato del Mundo (1997)
- 1 x Medalla de plata en el Campeonato del Mundo (1993)
- 1 x Medalla de bronce en el Campeonato del Mundo (1995)
- 2 x Medalla de oro en el Campeonato de Europa (1994, 1996)
- 1 x Medalla de plata en el Campeonato de Europa (1998)

### De clubes
- 4 x Liga de Dinamarca de balonmano femenino (1994, 1995, 1996, 1997)
- 3 x Copa de Dinamarca de balonmano femenino (1993, 1994, 1996)
- 1 x Copa EHF femenina (1994)

## Vida
Anette es madre de un hijo, Philipp, y una hija, Carolin, que juega hockey sobre césped en la Universidad de Syracuse. Se declara abiertamente católica.